# Basilika Unserer Lieben Frau von Arantzazu

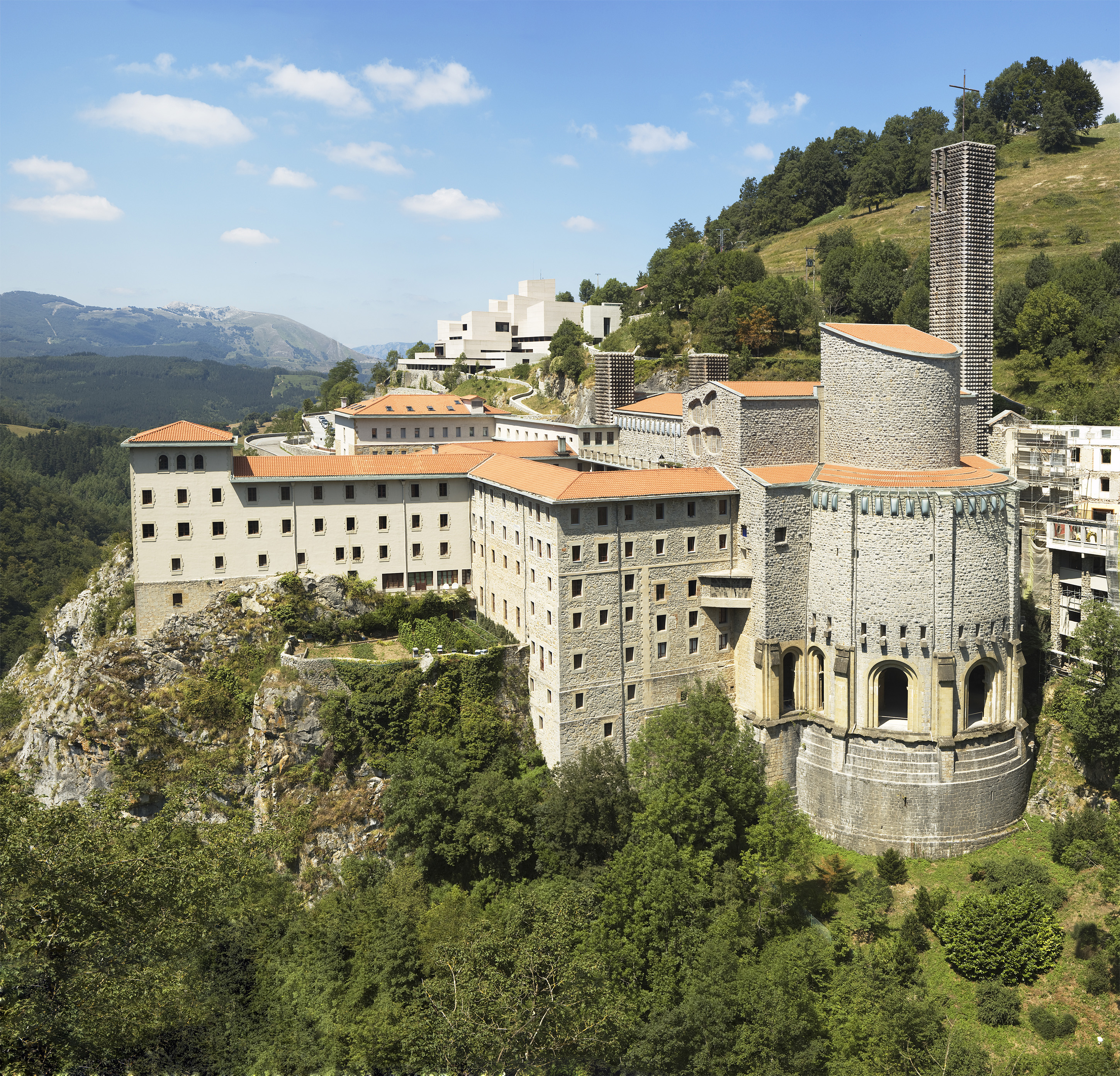
Klosteranlage von Arantzazu

Die Basilika Unserer Lieben Frau von Arantzazu ist ein römisch-katholisches Marienheiligtum oberhalb der Gemeinde Oñati in der baskischen Provinz Gipuzkoa, Spanien. Die Wallfahrtskirche des Bistums Vitoria ist unter Anrufung der Jungfrau von Arantzazu, Schutzpatronin dieser Provinz, der Gottesmutter gewidmet und trägt den Titel einer Basilica minor. Die in einer dornigen Gebirgsregion nahe dem Aitzkorri-Massiv auf 750 msnm liegende Kirche geht auf eine Marienerscheinung von 1469 zurück, an deren Ort ein seit 1514 existierendes Franziskanerkloster gegründet wurde. Die Basilika wurde in den 1950er Jahren in modernen Formen von bedeutenden Künstlern auf der Ruine einer Vorgängerkirche errichtet.

## Beschreibung

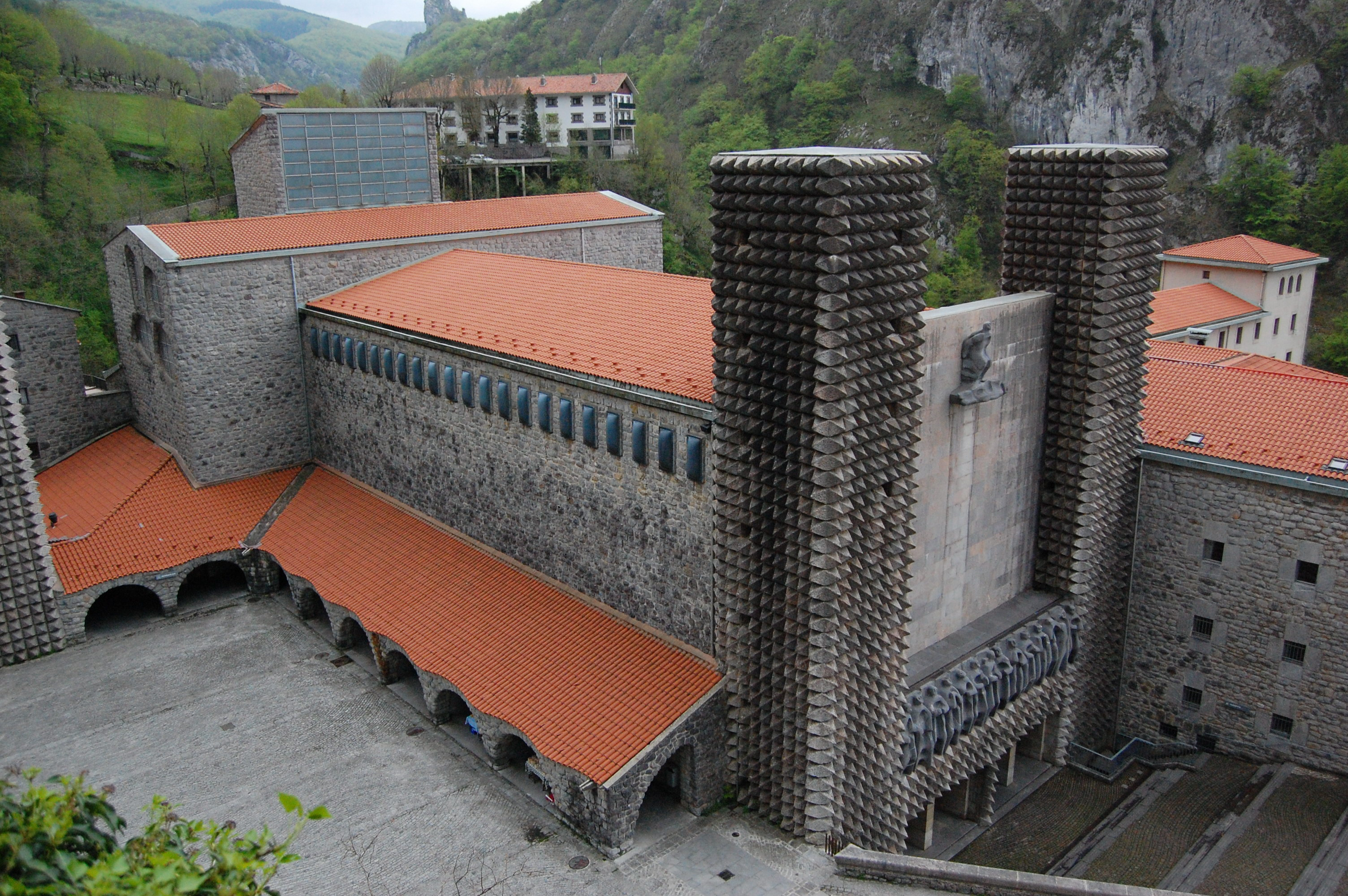
Basilika Unserer Lieben Frau von Arantzazu

Die Anlage liegt auf einem Felssporn im Tal von Urrejola. Es führt neben der modernen Straße ein Pilgerweg hinauf, den schon Ignatius von Loyola ging. Ein großer Platz, teilweise als Parkplatz genutzt, wird von den strengen Wänden des Franziskanerseminars und der Schlucht begrenzt. Die Basilika erhebt sich etwas unterhalb der Straße. Die große Doppelturmfassade wird links von einem leicht abgesetzten Glockenturm flankiert. Breite Treppen senken sich zu den großen eisernen Türen zu der von Oteiza entworfenen Fassade. Damit liegt das Fries, das die Apostel darstellt, auf Höhe der Straße. Oberhalb des Frieses und in der Mitte einer glatten Fassade befindet sich eine Marienfigur. Die umrahmenden Türme sind mit großen Kalksteinen gebaut und als Diamantspitzen geschnitzt, die Dornen symbolisieren.
Die Saalkirche auf dem Grundriss eines lateinischen Kreuzes hat eine Länge von 66 Metern bei einer Höhe von 20 Metern, die Breite beträgt im Kirchenschiff 20 Meter und im Querschiff 33 Meter, woraus sich die Fläche von 1200 Quadratmetern ergibt. Die Beichtstühle sind in die Seitenwände eingefügt. Das Gewölbe ist mit Holz bedeckt und die Fenster ähneln Ochsenaugen. Unter dem heutigen Bau befindet sich die alte Basilika, die in eine Krypta umgewandelt wird. An ihren Wänden wird ein avantgardistisches Bildwerk präsentiert.

## Unserer Lieben Frau von Arantzazu

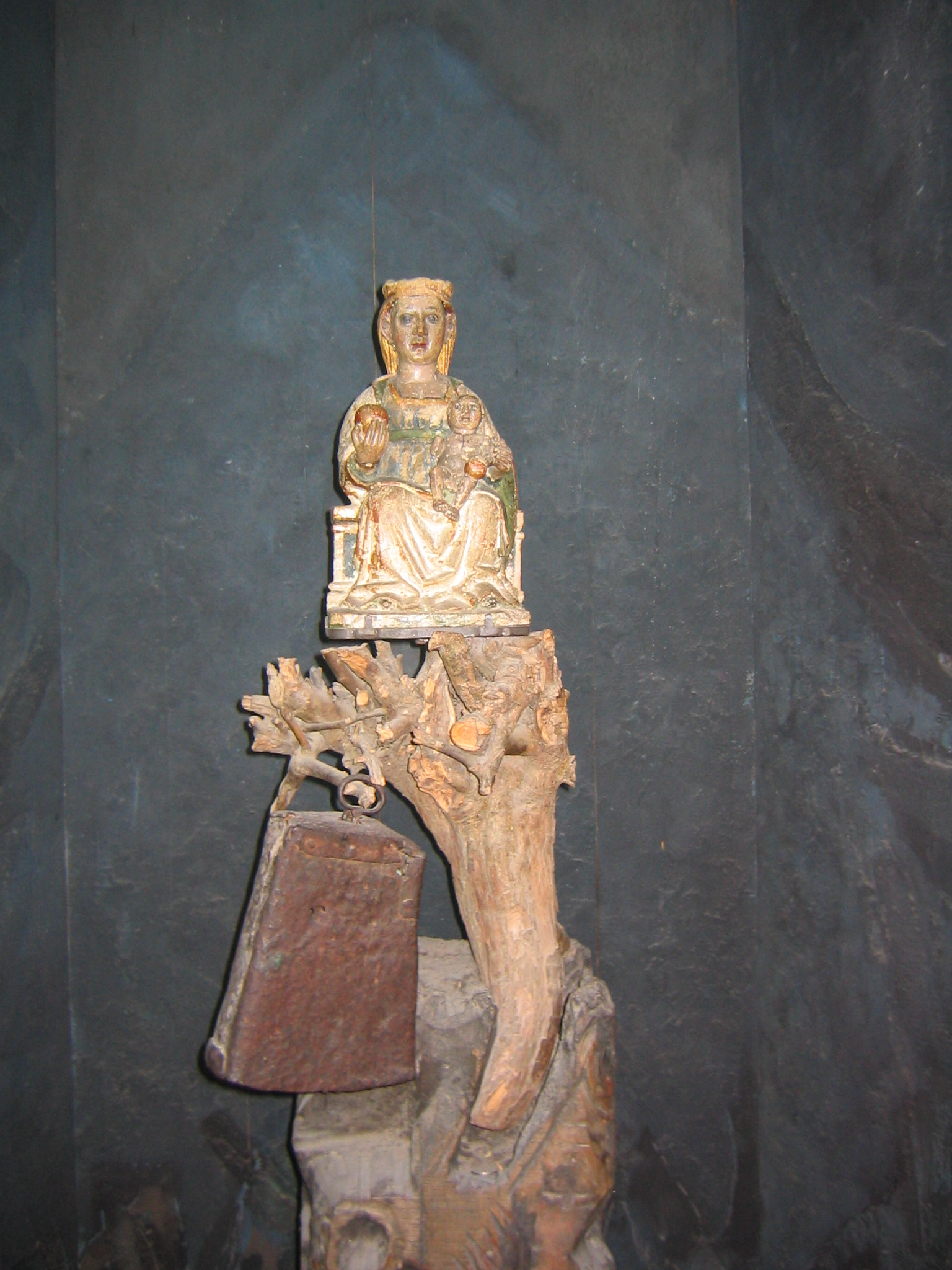
Die Muttergottes auf den Dornen und mit der Kuhglocke.

Das Bildnis Unserer Lieben Frau von Arantzazu ist eine Steinschnitzerei mit einem einfachen gotischen Profil. In der rechten Hand hält sie eine Kugel, die den Globus der Welt symbolisiert, und mit der linken hält sie das Kind. Das Bildnis misst 36 cm und wiegt 9 kg. Die Mariendarstellung wird als Bild eines „gesunden Dorfbewohners mit breitem Hals und großzügiger Brust“ beschrieben. Das Kind ist nicht so gut gearbeitet wie die Hauptfigur; hat ein byzantinisches Profil und trägt eine Frucht in seiner linken Hand. Die Darstellung erfolgt in der Regel auf einem Weißdornstamm und mit einer Kuhglocke daneben.
Am 23. Januar 1918 wurde die Jungfrau von Arantzazu zur Schutzpatronin der Provinz Gipuzkoa ernannt. Sie war bereits 1738 als Patronin der Franziskanerprovinz Kantabrien, bestimmt worden.

## Geschichte des Marienheiligtums
Die Marienerscheinung erfolgte zur Zeit ruinierender Kriege im Baskenland, bei denen die Oacinos und die Gambonos sich gegenüberstanden, sowie einer auf die Kriegsgräuel zurückgeführten Dürre. Das Marienbildnis soll Regen ausgelöst haben.
Der Name des Heiligtums geht auf das baskische Wort für Dornen baskisch arantza zurück mit der Ergänzung zu für Überfluss und wird als Verweis auf die Dornensträucher des Geländes verstanden. In einer Überlieferung hatte das Mädchen Datuxtegui 1469 eine Marienerscheinung, in einer anderen wurde ein Marienbildnis in Dornsträuchern neben einer Kuhglocke gefunden, was den Ausruf „Arantzan zu?!“ (deutsch in den Dornen, du?!) auslöste. Beides wurde in den künstlerischen Darstellungen aufgenommen.
Durch verschiedene Brände gingen über die Jahrhunderte viele Dokumente zur Geschichte des Heiligtums verloren, der erste Brand ereignete sich bereits 1553, dem Jahr der ursprünglichen Fertigstellung des Klosters. Mit Hilfe umfangreicher Schenkungen konnten schon 1567 die Arbeit des neuen Klosters abgeschlossen werden. Der Umbau der unbeschadeten Kirche mit einem neuen Altar dauerte 18 Jahre und wurde 1621 fertiggestellt. Bereits im Nachfolgejahr kam wieder zu einem Brand, der einen aufwendigen Neubau erforderte.
Unter napoleonischer Besetzung wurden nach einer Anordnung von Joseph Bonaparte 1809 die Klöster aufgelöst und das Vermögen eingezogen, die Ordensleute wurden im Unabhängigkeitskrieg teilweise verhaftet. 1810 wurde das Bild Unserer Lieben Frau von Arantzazu in die Pfarrkirche San Miguel de Oéate überführt, 1814 wurde es in das Heiligtum zurückgebracht.
Im Carlistenkrieg standen die Franziskaner auf Seiten des Absolutismus Ferdinands VII. Die liberalen Truppen unter General Rodil zerstörten im Laufe des ersten Kriegs die Einrichtungen des Klosters und des Heiligtums selbst, brannten es am 18. August 1834 nieder und nahmen die Franziskaner gefangen. Eine provisorische Einrichtung beherbergte das von wenigen Brüdern betreute Bild. Nach der angeordneten Auflösung des Klosters Dezember 1840 wurde das Bild unserer Lieben Frau in die Kirche des Klosters von Bidaurreta übertragen. Am 14. Juli 1844 lizenzierte der politische Chef von Guipézcoa die Restaurierungsarbeiten an der Anlage in Arénzazu. Die Arbeiten wurden 1846 abgeschlossen und am 19. Oktober desselben Jahres eröffnet.6 Mehr als 10.000 Menschen nahmen an der Prozession teil, die die Muttergottes aus Oate in ihre neue Kirche in Arantzazu brachte. Die Franziskanergemeinschaft wurde erst 1878 wieder genehmigt, 1881 konnte eine neu erbaute Straße erstellt werden. Drei Jahre später, am 10. August 1884, wurde das neue Klostergebäude eingeweiht, fast fünfzig Jahre nachdem es in den Gräueltaten des Krieges zerstört wurde. Am 6. Juni 1886 wurde das Marienbildnis kanonisch gekrönt, das 1892 im neuen Hauptaltarbild aufgestellt wurde. 1902 wurde eine Orgel installiert. Die Kirche erhielt 1921 den Titel einer Basilica minor verliehen.

## Bau der Basilika

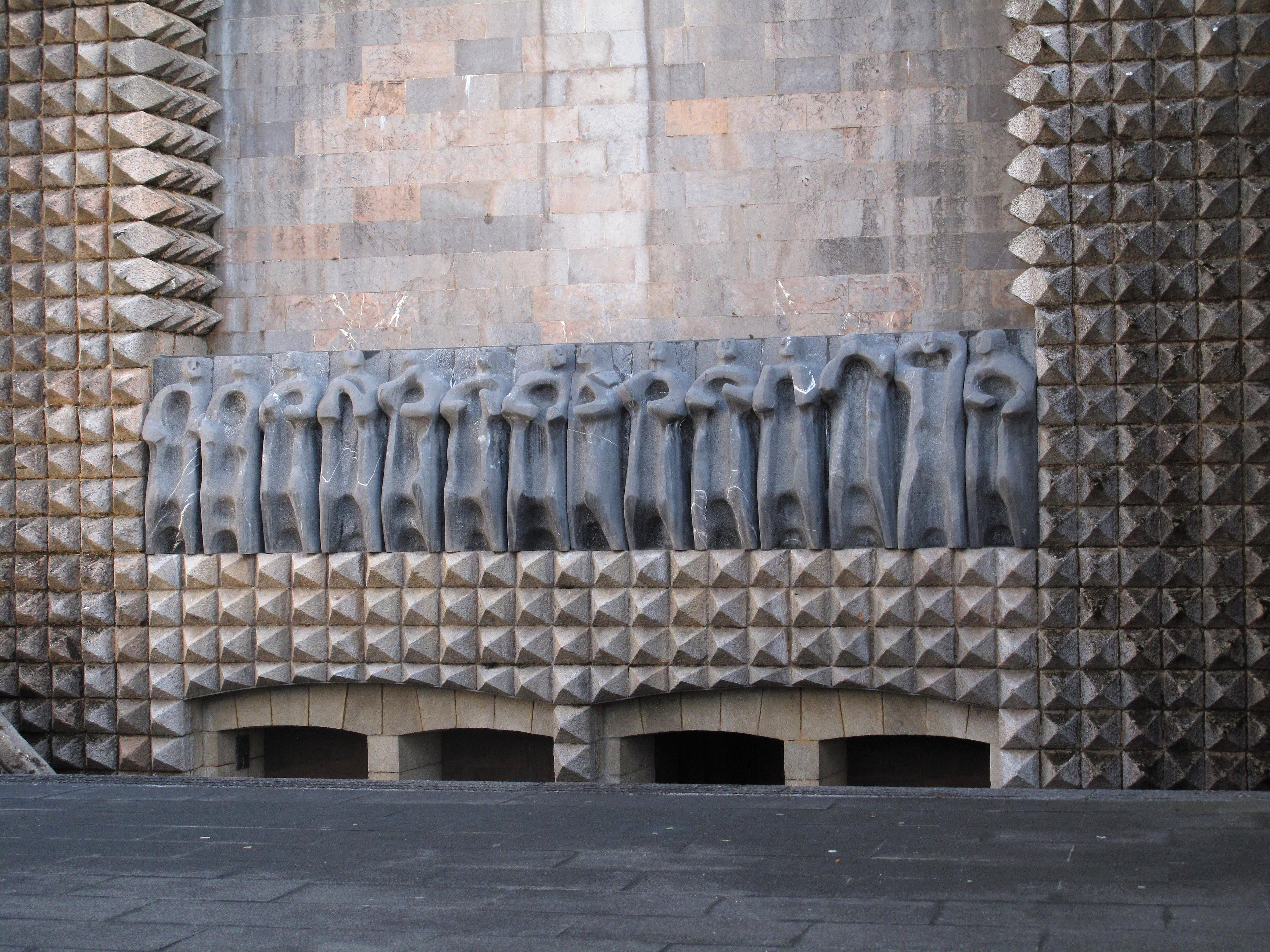
Apostelfries

Das Projekt zum Neubau der Kirche wurde 1950 von Pablo de Lete, Provinzial der Franziskaner, initiiert und als Ideenwettbewerb gestartet, an dem 40 Architekten teilnahmen. Ausgewählt wurde die Idee der Architekten Francisco Javier Sáenz de Oiza und Luis Laorga vom Madrider Architektenkolleg, die Grundsteinlegung erfolgte am 9. September 1950.
Verantwortlich für das Werk sind zusammen mit den Architekten der Bildhauer Jorge Oteiza für die Hauptfassade, der Maler Lucio Muñoz für die Dekoration der Apsis, der Bildhauer Eduardo Chillida für die Hauptzugangstüren, Bruder Javier Maria Alvarez de Eulate verantwortlich für die Buntglasfenster, der Maler Néstor Basterretxea für die Dekoration der Wände der Krypta und Xabier Egaa, der die Wandmalereien des Camarén de la Virgen schuf.

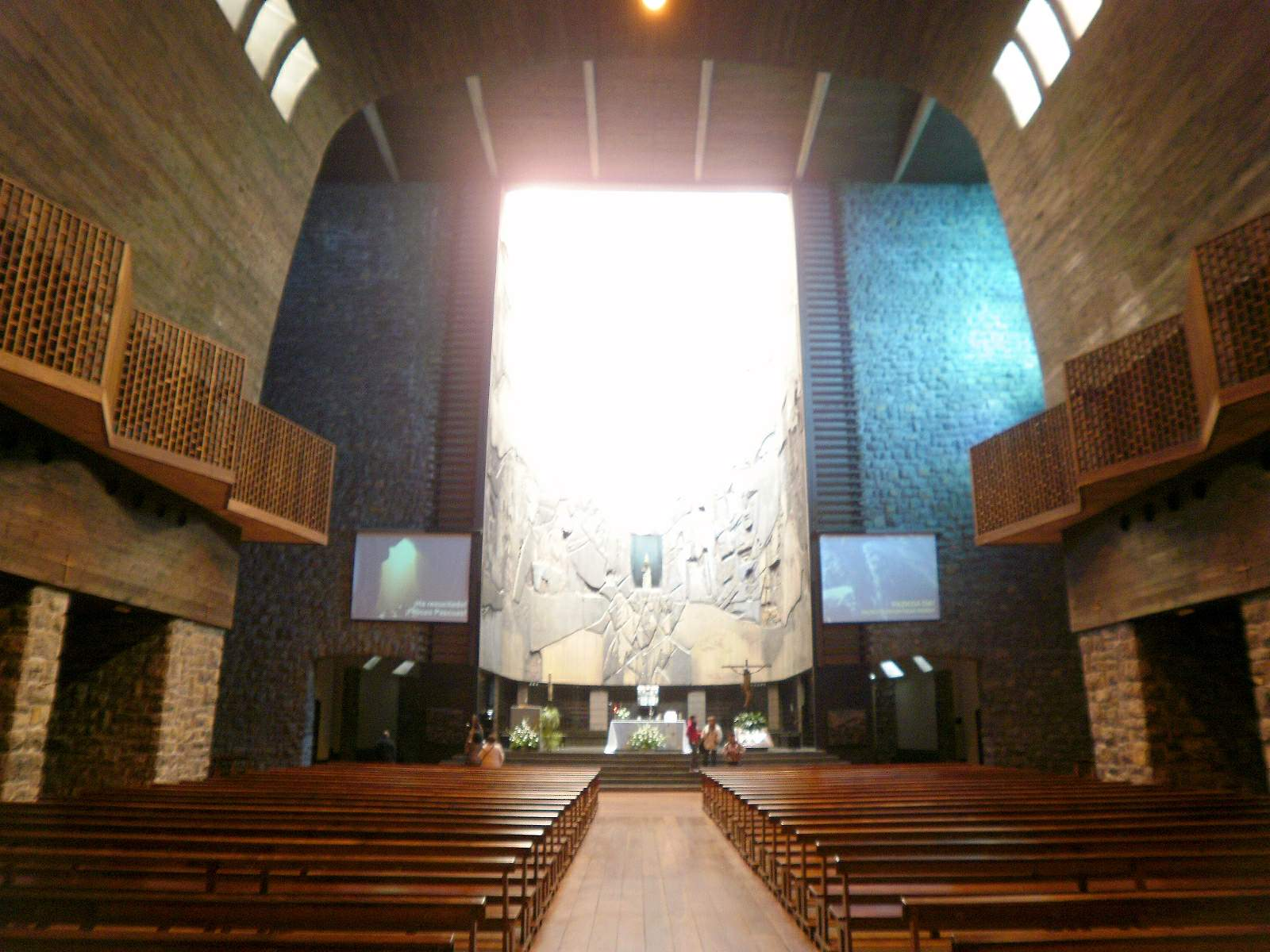
Innenraum

1953 wurden die Bauarbeiten jedoch in Frage gestellt, und eine in San Sebastián eingesetzte Kommission für sakrale Kunst konsultierte die vatikanischen Behörden, die entschieden, dass das Projekt nicht als religiöse Kunst angesehen werden könne. Das Gebäude wurde ohne die vorgesehene Ausstattung fertiggestellt und im August 1955 gesegnet. So blieben die Skulpturen der Hauptfassade zum Zeitpunkt des Verbots unvollendet. Erst 15 Jahre später wurde das Werk fertiggestellt. Im Sommer 1969 wurde anlässlich des 500. Jahrestages der Marienerscheinung die Basilika geweiht.

## Würdigungen
Die Arbeit der Basilika von Arénzazu wurde international anerkannt und hat mehrere wichtige Auszeichnungen gewonnen. Im Mai 1963 verlieh ihm das Baskisch-Navarro-Architektenkolleg den Juan-Manuel-Aizpurua-Preis.
1964 erhielt Lucio Muñoz die Goldmedaille der Internationalen Biennale christlicher Kunst in Salzburg (Österreich) für die Dekoration der Apsis.
Am 23. Juni 1973 wurde ein Teil der Arbeit des Heiligtums (die Apsis, zwei Apostel von Oteiza und die Gruppe der Frömmigkeit) in die Werke aufgenommen, die in den Vatikanischen Museen in der Sammlung der modernen religiösen Kunst ausgestellt wurden.